# Francesco Filippini
Francesco Filippini, född 18 september  1853 i Brescia, död 18 september  1895 i Milano,  var en italiensk målare.